# Desabamento da loja de departamentos de Sampoong

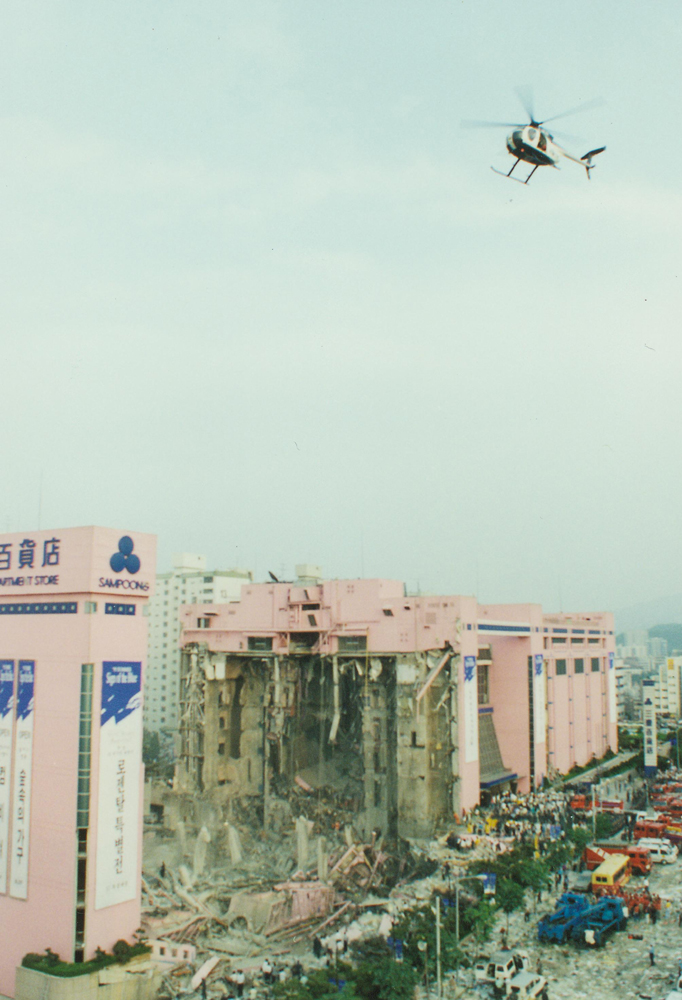
O edifício Sampoong logo após o colapso. Com exceção da torre final, toda a ala sul caiu sobre si mesma. Um helicóptero de resgate é visto voando acima.

O desabamento da loja de departamentos de Sampoong, que ocorreu no dia 29 de junho de 1995 no distrito de Seul Seocho-gu, na Coreia do Sul, foi o maior desastre em tempos de paz da história daquele país, deixando 502 mortos e 937 feridos. O colapso foi causado por uma falha na estrutura do edifício, que desabou em 20 segundos, 3 anos após a mudança dos ar-condicionado da loja, que sobrecarregaram as colunas, que estavam incorretas para um projeto de construção de laje plana. 21 pessoas foram condenadas por fraude e negligência, conforme Documentário da National Geographic. 
A  construção da loja começou em 1987 e foi concluída em 1990. A empresa inicialmente contratada para construir a estrutura desistiu depois que o presidente da divisão de construção do Grupo Sampoong, Lee Joon, exigiu mudanças nas colunas de suporte de concreto que introduziram preocupações estruturais mas a obra foi realizada pela própria divisão de construção do Grupo Sampoong.  

## Acidente

### Antecedentes
Em 1993, após reclamações dos vizinhos a respeito de barulho, os aparelhos de ar condicionado instalados na cobertura foram arrastados pelo telhado sobrecarregados resultando em rachaduras, o ato de os arrastar e não usar gruas fora para economizar recursos da empresa.  As unidades que juntas pesavam 45 toneladas foram movidas sobre a coluna 5E, onde as fissuras mais visíveis foram vistas desde 2 anos antes do colapso. As fissuras nos pilares agravaram-se porque os pilares que sustentam o quinto piso não estavam alinhados com os que suportam os pisos inferiores, fazendo com que a carga do quinto piso fosse transferida através da laje.

### Colapso
Em abril de 1995, rachaduras começaram a aparecer no teto do quinto andar da ala sul, Lee Joon e sua equipe administrativa decidiram somente mover mercadorias do último andar para o porão.
Na manhã do dia 29 de junho, o número de fissuras na área aumentou dramaticamente, levando os gestores a chamarem engenheiros estruturais que trazidos para avaliar as rachaduras alertaram que a falha estrutural total era iminente, mas como a loja estava excepcionalmente ocupada naquela tarde não foram tomadas medidas para evacuar o prédio, as únicas medidas tomadas foram desligar o ar-condicionado e fechar o 5º andar para clientes mesmo quando as rachaduras do piso já haviam aumentado para 10 cm (3,9 pol.) de largura.
Nessa altura, percebeu-se que o colapso do edifício era inevitável e foi realizada uma reunião de emergência do conselho da empresa. Embora os diretores tenham sugerido que todos os funcionários e clientes fossem evacuados, Lee Joon recusou-se furiosamente a fazê-lo por medo de perdas de receitas, apesar disso, Lee Joon e os demais executivos deixaram o prédio em segurança antes do colapso.
Na hora do almoço, as rachaduras haviam aumentado e o teto do quarto andar estava cedendo, de modo que os andares superiores estavam fechados. Os funcionários finalmente soaram o alarme às 17h50 e, poucos minutos depois, o telhado desabou, as colunas de suporte cederam e as colunas principais que anteriormente haviam sido enfraquecidas para a instalação de escolas rolantes cederam em conjunto, em menos de 20 segundos, uma enorme parte do edifício de cinco andares desabou no porão, prendendo 1500 compradores e funcionários e vitimando mortalmente 500.

### Resgate
As equipes de resgate chegaram ao local poucos minutos após o desastre, com guindastes e outros equipamentos pesados sendo trazidos no dia seguinte. No entanto, o prefeito de Seul, Choi Pyong-yol, anunciou que o resgate seria cancelado devido a preocupações de que os restos instáveis da loja entrariam em colapso e que dificilmente outros sobreviventes seriam achados. Após protestos massivos, especialmente de amigos e parentes dos ainda desaparecidos, Choi e as autoridades decidiram continuar a procurar sobreviventes, com os restos da loja sendo sustentados por cabos. A certa altura, a Korea Telecom transmitia um sinal a cada meia hora, concebido para acionar celulares ou pagers que os sobreviventes presos estivessem usando. 
Depois de quase uma semana, o foco estava na remoção dos destroços, mas as equipes de construção tiveram o cuidado de verificar se havia vítimas. Duas semanas após o desabamento, as autoridades municipais concluíram que qualquer pessoa que ainda estivesse no prédio já devia ter morrido; portanto, esforços adicionais seriam feitos apenas no sentido da “recuperação”, e não do “resgate”, apenas disso três sobreviventes foram resgatados após esse prazo. Um foi resgatado após dez dias, outro após doze dias, e um jovem de 19 anos foi retirado dos escombros depois de dezesseis dias. Os sobreviventes relataram que, tragicamente, algumas das pessoas enterradas sob os restos da loja sobreviveram ao colapso, mas se afogaram nos esforços do corpo de bombeiros para apagar as chamas causadas pela queima de carros.